# Diplotaxis consequens
Diplotaxis consequens är en skalbaggsart som beskrevs av Walker 1866. Diplotaxis consequens ingår i släktet Diplotaxis och familjen Melolonthidae. Inga underarter finns listade i Catalogue of Life.